# Чемал (село)
Чема́л — село в Республике Алтай Российской Федерации. Административный центр Чемальского района и Чемальского сельского поселения.

## Этимология
Распространено мнение о происхождении топонима Чемал от алт. чымал — «муравей»; «муравейник»; «с муравьями». Существует версия о связи с древнеперсидским «шамал», что значит: ветер.

## История
В середине XIX века здесь поселились 30 крестьянских семей из Смоленской волости Бийского уезда.
Основано в 1842 году. В 1849 году образован миссионерский стан, который с того времени контролировал развитие Чемала. В конце XIX века село стало известно как бальнеологический курорт. Сюда приезжали томские интеллигенция и учёные, здесь бывали В. В. Сапожников, Г. Н. Потанин, В. Я. Шишков и другие.
В советское время, в 1930-х годах был основан курорт для руководителей партии и государства, а также их семей. При участии жены М. И. Калинина Екатерины Ивановны, которая жила здесь в 1931—1935 годах, создан противотуберкулёзный санаторий, совхоз, хлебопекарня, банно-прачечный комбинат.

## Население
| 2002  | 2010  | 2011  | 2012  | 2013  | 2014  | 2015  |
| ----- | ----- | ----- | ----- | ----- | ----- | ----- |
| 3266  | ↗3602 | ↗3608 | ↗3671 | ↗3782 | ↗3834 | ↗3917 |
| 2016  |       |       |       |       |       |       |
| ↗4011 |       |       |       |       |       |       |

## Физико-географическая характеристика
Расположено в 60 км по прямой к югу от Горно-Алтайска, по автомобильной дороге около 100 км. Находится на правом берегу Катуни, при впадении в неё реки Чемал. Раскинулось в относительно широкой долине, окружённой отрогами хребта Иолго. Выделяются вершины Крестовая (1336 м) и Верблюд (928 м).

### Климат
Характерной особенностью Чемала является довольно мягкий для Сибири климат. Среднегодовая температура воздуха: +4,4 °C, атмосферное давление колеблется в пределах 718…736 мм рт. ст., относительная влажность воздуха: 66,6 %,средняя скорость ветра: 1,4 м/с. Средний годовой максимум составляет: +12 градусов. 163 дня в году в Чемале дуют фёны.
| Среднесуточная температура воздуха по данным NASA | Среднесуточная температура воздуха по данным NASA | Среднесуточная температура воздуха по данным NASA | Среднесуточная температура воздуха по данным NASA | Среднесуточная температура воздуха по данным NASA | Среднесуточная температура воздуха по данным NASA | Среднесуточная температура воздуха по данным NASA | Среднесуточная температура воздуха по данным NASA | Среднесуточная температура воздуха по данным NASA | Среднесуточная температура воздуха по данным NASA | Среднесуточная температура воздуха по данным NASA | Среднесуточная температура воздуха по данным NASA | Среднесуточная температура воздуха по данным NASA |
| Янв                                               | Фев                                               | Мар                                               | Апр                                               | Май                                               | Июн                                               | Июл                                               | Авг                                               | Сен                                               | Окт                                               | Ноя                                               | Дек                                               | Год                                               |
| −10,9 °C                                          | −8,6 °C                                           | −2,4 °C                                           | 5,6 °C                                            | 12,6 °C                                           | 16,9 °C                                           | 18,8 °C                                           | 16,8 °C                                           | 11 °C                                             | 5,2 °C                                            | −3,6 °C                                           | −8,2 °C                                           | 4,5 °C                                            |
| ------------------------------------------------- | ------------------------------------------------- | ------------------------------------------------- | ------------------------------------------------- | ------------------------------------------------- | ------------------------------------------------- | ------------------------------------------------- | ------------------------------------------------- | ------------------------------------------------- | ------------------------------------------------- | ------------------------------------------------- | ------------------------------------------------- | ------------------------------------------------- |

| Показатель                    | Янв.  | Фев.  | Март  | Апр.  | Май  | Июнь | Июль | Авг. | Сен. | Окт.  | Нояб. | Дек.  | Год  |
| ----------------------------- | ----- | ----- | ----- | ----- | ---- | ---- | ---- | ---- | ---- | ----- | ----- | ----- | ---- |
| Абсолютный максимум, °C       | 15,2  | 16,4  | 24,9  | 32,7  | 37,3 | 38,2 | 39,5 | 40,6 | 35,1 | 28,9  | 23,2  | 17,2  | 40,6 |
| Средний суточный максимум, °C | −5,4  | −1,4  | 6,3   | 14,2  | 21,2 | 24,4 | 26,2 | 24,5 | 18,9 | 12,1  | 2,3   | −3,8  | 11,6 |
| Средняя температура, °C       | −10,9 | −8,9  | −2,1  | 5,9   | 12,6 | 16,6 | 18,7 | 16,7 | 11,1 | 5     | −3,1  | −8,6  | 4,4  |
| Средний суточный минимум, °C  | −15   | −14,1 | −8,2  | −0,4  | 5,9  | 10,7 | 13,3 | 11,4 | 6,1  | 0,6   | −7    | −12,6 | −0,8 |
| Абсолютный минимум, °C        | −45   | −36,1 | −30,6 | −22,2 | −8   | −0,7 | 0,8  | 1,3  | −7,8 | −21,1 | −38,2 | −33,9 | −45  |
| Норма осадков, мм             | 8     | 8     | 14    | 34    | 64   | 90   | 105  | 85   | 59   | 28    | 19    | 11    | 525  |
| Источник: Погода и Климат     |       |       |       |       |      |      |      |      |      |       |       |       |      |

| Показатель                        | Янв.  | Фев.  | Март | Апр. | Май  | Июнь | Июль | Авг. | Сен. | Окт. | Нояб. | Дек.  | Год  |
| --------------------------------- | ----- | ----- | ---- | ---- | ---- | ---- | ---- | ---- | ---- | ---- | ----- | ----- | ---- |
| Средний суточный максимум, °C     | −6,6  | −2    | 8,1  | 16,8 | 20,0 | 26,3 | 27,0 | 25,6 | 19,6 | 11,7 | 0,6   | −5    | 11,8 |
| Средняя температура, °C           | −11,1 | −8,5  | 0,7  | 9,0  | 12,5 | 18,8 | 20,2 | 18,7 | 12,8 | 6,3  | −3,2  | −8,5  | 5,7  |
| Средний суточный минимум, °C      | −15,5 | −14,9 | −6,6 | 1,2  | 5,1  | 11,3 | 13,4 | 11,8 | 6,0  | 1,0  | −7    | −12,3 | −0,5 |
| Норма осадков, мм                 | 7     | 8     | 15   | 44   | 71   | 85   | 103  | 73   | 45   | 30   | 24    | 8     | 510  |
| Источник: www.weatheronline.co.uk |       |       |      |      |      |      |      |      |      |      |       |       |      |

| Относительная влажность воздуха | Относительная влажность воздуха | Относительная влажность воздуха | Относительная влажность воздуха | Относительная влажность воздуха | Относительная влажность воздуха | Относительная влажность воздуха | Относительная влажность воздуха | Относительная влажность воздуха | Относительная влажность воздуха | Относительная влажность воздуха | Относительная влажность воздуха | Относительная влажность воздуха | Относительная влажность воздуха |
| Месяц                           | Янв                             | Фев                             | Мар                             | Апр                             | Май                             | Июн                             | Июл                             | Авг                             | Сен                             | Окт                             | Ноя                             | Дек                             | Год                             |
| Влажность воздуха, %            | 70                              | 68                              | 64                              | 59                              | 61                              | 69                              | 73                              | 74                              | 72                              | 68                              | 68                              | 70                              | 68                              |
| ------------------------------- | ------------------------------- | ------------------------------- | ------------------------------- | ------------------------------- | ------------------------------- | ------------------------------- | ------------------------------- | ------------------------------- | ------------------------------- | ------------------------------- | ------------------------------- | ------------------------------- | ------------------------------- |

Рекордный максимум осадков за сутки: 86 мм. (отмечен в июле 1974 года). Рекордный максимум осадков за месяц: 182 мм. (отмечен в июле 1972 года).
Нижняя облачность составляет 3,6 балла, общая облачность: 5,8 баллов.
| Облачность                | Облачность | Облачность | Облачность | Облачность | Облачность | Облачность | Облачность | Облачность | Облачность | Облачность | Облачность | Облачность | Облачность |
| Месяц                     | Янв        | Фев        | Мар        | Апр        | Май        | Июн        | Июл        | Авг        | Сен        | Окт        | Ноя        | Дек        | Год        |
| Общая облачность, баллов  | 5,4        | 5,0        | 5,1        | 6,1        | 6,2        | 6,0        | 6,2        | 5,6        | 5,9        | 6,1        | 5,9        | 6,0        | 5,8        |
| Нижняя облачность, баллов | 2,2        | 2,0        | 2,4        | 4,0        | 4,5        | 4,5        | 4,6        | 4,3        | 4,3        | 4,2        | 3,5        | 3,0        | 3,6        |
| ------------------------- | ---------- | ---------- | ---------- | ---------- | ---------- | ---------- | ---------- | ---------- | ---------- | ---------- | ---------- | ---------- | ---------- |

| Число ясных, облачных и пасмурных дней при учёте общей облачности | Число ясных, облачных и пасмурных дней при учёте общей облачности | Число ясных, облачных и пасмурных дней при учёте общей облачности | Число ясных, облачных и пасмурных дней при учёте общей облачности | Число ясных, облачных и пасмурных дней при учёте общей облачности | Число ясных, облачных и пасмурных дней при учёте общей облачности | Число ясных, облачных и пасмурных дней при учёте общей облачности | Число ясных, облачных и пасмурных дней при учёте общей облачности | Число ясных, облачных и пасмурных дней при учёте общей облачности | Число ясных, облачных и пасмурных дней при учёте общей облачности | Число ясных, облачных и пасмурных дней при учёте общей облачности | Число ясных, облачных и пасмурных дней при учёте общей облачности | Число ясных, облачных и пасмурных дней при учёте общей облачности | Число ясных, облачных и пасмурных дней при учёте общей облачности |
| Месяц                                                             | Янв                                                               | Фев                                                               | Мар                                                               | Апр                                                               | Май                                                               | Июн                                                               | Июл                                                               | Авг                                                               | Сен                                                               | Окт                                                               | Ноя                                                               | Дек                                                               | Год                                                               |
| Ясных дней                                                        | 7                                                                 | 7                                                                 | 7                                                                 | 4                                                                 | 4                                                                 | 4                                                                 | 3                                                                 | 5                                                                 | 5                                                                 | 5                                                                 | 6                                                                 | 6                                                                 | 63                                                                |
| Облачных дней                                                     | 15                                                                | 14                                                                | 16                                                                | 16                                                                | 17                                                                | 16                                                                | 19                                                                | 18                                                                | 15                                                                | 14                                                                | 14                                                                | 15                                                                | 189                                                               |
| Пасмурных дней                                                    | 9                                                                 | 7                                                                 | 8                                                                 | 10                                                                | 10                                                                | 10                                                                | 9                                                                 | 8                                                                 | 10                                                                | 12                                                                | 10                                                                | 10                                                                | 113                                                               |
| ----------------------------------------------------------------- | ----------------------------------------------------------------- | ----------------------------------------------------------------- | ----------------------------------------------------------------- | ----------------------------------------------------------------- | ----------------------------------------------------------------- | ----------------------------------------------------------------- | ----------------------------------------------------------------- | ----------------------------------------------------------------- | ----------------------------------------------------------------- | ----------------------------------------------------------------- | ----------------------------------------------------------------- | ----------------------------------------------------------------- | ----------------------------------------------------------------- |

| Число ясных, облачных и пасмурных дней при учёте нижней облачности | Число ясных, облачных и пасмурных дней при учёте нижней облачности | Число ясных, облачных и пасмурных дней при учёте нижней облачности | Число ясных, облачных и пасмурных дней при учёте нижней облачности | Число ясных, облачных и пасмурных дней при учёте нижней облачности | Число ясных, облачных и пасмурных дней при учёте нижней облачности | Число ясных, облачных и пасмурных дней при учёте нижней облачности | Число ясных, облачных и пасмурных дней при учёте нижней облачности | Число ясных, облачных и пасмурных дней при учёте нижней облачности | Число ясных, облачных и пасмурных дней при учёте нижней облачности | Число ясных, облачных и пасмурных дней при учёте нижней облачности | Число ясных, облачных и пасмурных дней при учёте нижней облачности | Число ясных, облачных и пасмурных дней при учёте нижней облачности | Число ясных, облачных и пасмурных дней при учёте нижней облачности |
| Месяц                                                              | Янв                                                                | Фев                                                                | Мар                                                                | Апр                                                                | Май                                                                | Июн                                                                | Июл                                                                | Авг                                                                | Сен                                                                | Окт                                                                | Ноя                                                                | Дек                                                                | Год                                                                |
| Ясных дней                                                         | 18                                                                 | 17                                                                 | 17                                                                 | 11                                                                 | 8                                                                  | 8                                                                  | 7                                                                  | 10                                                                 | 10                                                                 | 10                                                                 | 13                                                                 | 14                                                                 | 143                                                                |
| Облачных дней                                                      | 12                                                                 | 10                                                                 | 13                                                                 | 15                                                                 | 18                                                                 | 17                                                                 | 20                                                                 | 17                                                                 | 15                                                                 | 15                                                                 | 14                                                                 | 14                                                                 | 180                                                                |
| Пасмурных дней                                                     | 1                                                                  | 1                                                                  | 1                                                                  | 4                                                                  | 5                                                                  | 5                                                                  | 4                                                                  | 4                                                                  | 5                                                                  | 6                                                                  | 3                                                                  | 3                                                                  | 42                                                                 |
| ------------------------------------------------------------------ | ------------------------------------------------------------------ | ------------------------------------------------------------------ | ------------------------------------------------------------------ | ------------------------------------------------------------------ | ------------------------------------------------------------------ | ------------------------------------------------------------------ | ------------------------------------------------------------------ | ------------------------------------------------------------------ | ------------------------------------------------------------------ | ------------------------------------------------------------------ | ------------------------------------------------------------------ | ------------------------------------------------------------------ | ------------------------------------------------------------------ |

| Среднемесячная температура последних лет | Среднемесячная температура последних лет | Среднемесячная температура последних лет | Среднемесячная температура последних лет | Среднемесячная температура последних лет | Среднемесячная температура последних лет | Среднемесячная температура последних лет | Среднемесячная температура последних лет | Среднемесячная температура последних лет | Среднемесячная температура последних лет | Среднемесячная температура последних лет | Среднемесячная температура последних лет | Среднемесячная температура последних лет | Среднемесячная температура последних лет |
| Месяц                                    | Янв                                      | Фев                                      | Мар                                      | Апр                                      | Май                                      | Июн                                      | Июл                                      | Авг                                      | Сен                                      | Окт                                      | Ноя                                      | Дек                                      | Год                                      |
| 2017 год, °C                             | −6.7                                     | −6.7                                     | 1.0                                      | 8.8                                      | 14.3                                     | 20.6                                     | 20.1                                     | 18.3                                     | 11.9                                     | 5.8                                      | −2.2                                     | −9.3                                     | 6.3                                      |
| 2018 год, °C                             | −15.8                                    | −8.2                                     | 0.7                                      | 6.8                                      | 11.3                                     | 20.3                                     | 19.5                                     | 19.3                                     | 12.4                                     | 7.4                                      | −4.5                                     | -                                        | -                                        |
| ---------------------------------------- | ---------------------------------------- | ---------------------------------------- | ---------------------------------------- | ---------------------------------------- | ---------------------------------------- | ---------------------------------------- | ---------------------------------------- | ---------------------------------------- | ---------------------------------------- | ---------------------------------------- | ---------------------------------------- | ---------------------------------------- | ---------------------------------------- |

## Туризм
Чемал — один из рекреационных центров Республики Алтай. В селе и в его округе расположено большое количество туристических баз и кемпингов. Известно как горноклиматический курорт.

### Достопримечательности
В южной части села находится Чемальская ГЭС, одна из первых гидроэлектростанций в регионе, построенная в 1931—1935 годах силами заключенных Сибирского управления лагерей особого назначения (СибУЛОН). В её окрестностях расположено большое количество торговых палаток с сувенирами, кафе, различные аттракционы. В 2013 году водовод ГЭС был разморожен, а паводок 2014 года нанёс сооружениям станции значительные повреждения. В 2015 году гидроэлектростанция выведена из эксплуатации, водохранилище полностью опорожнено. В настоящее время плотина функционирует в качестве музея.
Ниже по течению Катуни от устья реки Чемал, недалеко от ГЭС на живописной скале-острове Патмос, стоящей посреди реки, расположен женский скит Иоанна Богослова барнаульского Знаменского монастыря. Остров соединен с берегом реки пешеходным подвесным мостом. Рядом с храмом в скале вырублен образ Богородицы с младенцем.
В Чемале расположен созданный ага-зайсаном алтайского народа Александром Киндышевичем Бардиным Алтайский центр, экспозиции которого рассказывают об истории, верованиях и быте алтайцев.

## Радиовещание
- 100,9 МГц Радио Маяк;
- 102.4 МГц Радио «АЛТАЙ ФМ»;
- 103.2 МГц «Радио Шансон»

## Известные уроженцы
- Муха, Владимир Дмитриевич (1935—2016) — ректор Курской государственной сельскохозяйственной академии (1988—2005), доктор сельскохозяйственных наук, заслуженный деятель науки РФ.

## Топографические карты
- Лист карты M-45-III Чемал. Масштаб: 1 : 200 000. Состояние местности на 1981 год. Издание 1986 г.